# Đàm Vĩ Trung
Đàm Vĩ Trung (tiếng Trung giản thể: 覃伟中, bính âm Hán ngữ: Qín Wěizhōng, sinh ngày 3 tháng 7 năm 1971, người Hán) là chính trị gia nước Cộng hòa Nhân dân Trung Hoa. Ông là Ủy viên dự khuyết Ủy ban Trung ương Đảng Cộng sản Trung Quốc khóa XX, hiện là Phó Bí thư Thành ủy, Thị trưởng Thâm Quyến. Ông từng là Phó Tỉnh trưởng Quảng Đông.
Đàm Vĩ Trung là đảng viên Đảng Cộng sản Trung Quốc, học vị Cử nhân Hóa công, Cử nhân Khoa học máy tính, Tiến sĩ Kỹ thuật, Cao cấp công trình sư. Ông có kinh nghiệm hơn 20 năm trong ngành hóa chất, dầu khí Trung Quốc trước khi được điều về công tác ở Quảng Đông.

## Xuất thân và giáo dục
Đàm Vĩ Trung sinh vào ngày 3 tháng 7 năm 1971 tại địa cấp thị Cát Lâm, quê quán ở Ngọc Lâm, khu tự trị dân tộc Tráng Quảng Tây, Cộng hòa Nhân dân Trung Hoa. Ông lớn lên và tốt nghiệp cao trung ở Cát Lâm, thi cao khảo vào năm 1988 và đỗ Đại học Thanh Hoa, lên thủ đô nhập học vào tháng 9 cùng năm, rồi tốt nghiệp song bằng đại học gồm cử nhân chuyên ngành hóa công đại phân tử của hệ kỹ thuật hóa học, và chuyên ngành kỹ thuật máy tính và điện tử của hệ tự động hóa vào tháng 9 năm 1993. Sau đó, ông tiếp tục thi đỗ chương trình nghiên cứu sinh toàn thời gian về vật liệu đại phân tử của Thanh Hoa, nhận bằng Thạc sĩ Kỹ thuật vào tháng 7 năm 1996. Hơn 10 năm sau, vào tháng 9 năm 2007, ông trở lại Thanh Hoa làm nghiên cứu sinh tại chức về kỹ thuật và công trình hóa học của Thanh Hoa, trở thành Tiến sĩ Kỹ thuật vào tháng 7 năm 2015. Đàm Vĩ Trung được kết nạp Đảng Cộng sản Trung Quốc vào tháng 6 năm 2001.

## Sự nghiệp

### Hóa dầu
Tháng 7 năm 1996, sau gần 10 năm học liên tục ở Thanh Hoa, Đàm Vĩ Trung được Tổng công ty Hóa dấu Trung Quốc nhận vào làm, bắt đầu ở vị trí trợ lý công trình sư ở Phòng Quy hoạch dài hạn thuộc bộ phận quy hoạch trong công ty, sau đó là công trình sư. Cuối năm 1998, khi tổng công ty được cải tổ thành Tập đoàn Hóa dầu Trung Quốc (Sinopec Group), ông chuyển sang xí nghiệp mới, nhậm chức Phó Trưởng phòng Quy hoạch dài hạn thuộc bộ phận kế hoạch phát triển của tập đoàn. Tháng 2 năm 2000, ông được chuyển sang Công ty hữu hạn cổ phần Hóa chất và Dầu khí Trung Quốc (Sinopec), công ty con của Sinopec Group làm Trưởng phòng Quy hoạch hóa công của bộ phận quy hoạch phát triển công ty, sau đó vẫn là trưởng phòng đơn vị này nhưng chuyển sang bộ phận khác là bộ phận lế hoạch phát triển. Giai đoạn này ông được biệt phái giữ vị trí Trợ lý Giám đốc Công ty Yến Sơn Bắc Kinh, một công ty con của Sinopec ở thủ đô từ tháng 7 năm 2003 đến tháng 8 năm 2004. Sang tháng 10 năm này, ông được bổ nhiệm làm Phó Chủ nhiệm bộ phận kế hoạch phát triển Sinopec, rồi kiêm nhiệm Chủ nhiệm Văn phòng Hóa dầu năng lượng mới của công ty từ tháng 5 năm 2007. Sau đó 1 năm, ông được chuyển sang công ty mẹ Sinopec Group với các chức vụ tương ứng ở công ty con, đến tháng 7 năm 2010 thì được điều về Tổng nhà máy Hóa dầu Cửu Giang, một nhà máy của tập đoàn làm Xưởng trưởng, Phó Bí thư Đảng tổ, sau đó là Giám đốc Công ty Cửu Giang, một công ty con khác của Sinopec. Ông liên tục giữ chức này suốt 7 năm, cho đến tháng 3 năm 2017 thì rời Sinopec Group, tới Tập đoàn Dầu khí Quốc gia Trung Quốc (CNPC) nhậm chức Phó Tổng giám đốc kiêm Đồng sự Công ty Cổ phần trách nhiệm hữu hạn Dầu khí Trung Quốc, đồng thời cũng kiêm thêm là Chủ tịch Công ty hữu hạn cổ phần công trình CNPC từ tháng 9 cùng năm.

### Quảng Đông
Tháng 3 năm 2019, sau hơn 20 năm công tác trong ngành hóa chất, dầu khí, Đàm Vĩ Trung được điều về Quảng Đông, nhậm chức Phó Tỉnh trưởng, Thành viên Đảng tổ Chính phủ Nhân dân tỉnh Quảng Đông. Sang tháng 4 năm 2021, ông được điều về Thâm Quyến, phân công là Phó Bí thư Thành ủy, Thị trưởng Thâm Quyến, cấp phó tỉnh. Cuối năm 2022, ông tham gia Đại hội Đảng Cộng sản Trung Quốc lần thứ XX từ đoàn đại biểu Quảng Đông. Trong quá trình bầu cử tại đại hội, ông được bầu là Ủy viên dự khuyết Ủy ban Trung ương Đảng Cộng sản Trung Quốc khóa XX.